# 何鲁之
何魯之（1891年1月20日—1968年4月25日），四川華陽人，中华民国政治人物，历史学者，中国青年党的创始人之一，早年曾參加保路運動。曾任四川大学史学系主任。著有《希腊史》《欧洲近古史》《欧洲中古史》等书。